# 携帯音楽プレーヤー
携帯音楽プレーヤー（けいたいおんがくプレーヤー）とは、携帯して音楽などを聴ける音響機器の総称である。ポータブルオーディオプレーヤー、携帯型オーディオ、携帯デジタル音楽プレーヤー、デジタルオーディオプレーヤー、デジタルメディアプレーヤーなどとも呼ばれる他、先駆者であるソニーの商標が一人歩きして｢ウォークマン｣と呼ばれることも間々ある。
携帯電話端末、スマートフォン端末および携帯情報端末用のソフトウェアは、モバイルミュージックプレーヤー、モバイルメディアプレイヤーなどと呼ばれるが、本項目では触れない。

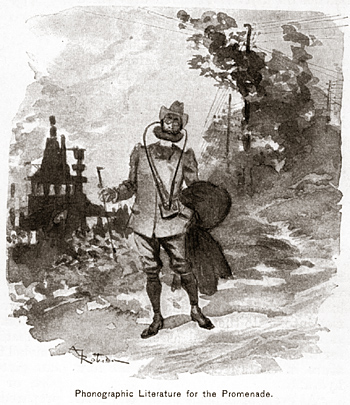
携帯音楽プレーヤーをかけている男性

## 概要
かつてはヘッドフォンステレオが一般的な名称として普及していたが、現在ではポータブルカセットプレーヤーのみにこの呼称が用いられる場合が多い。
日本で1979年7月に発売されたソニーの「ウォークマン TPS-L2」（縦133.5mm、横88mm、奥行き29mm、重量390g）がその起源である。この流れに従い、カセットタイプのウォークマンから、使用されるメディアの進化に併せCDやMDなどが規格採用されていた。
デジタル技術の進歩によって、米Apple社の「iPod」に代表される多種類のデジタルオーディオプレーヤー（シリコンオーディオとも）が登場し、この市場は2000年代から2010年代初頭に発展を見せたが、やがてスマートフォンに収斂された。しかしオーディオマニアを中心にiPodやウォークマンは根強い人気を持つ。

## 機種一覧
- デジタルオーディオプレーヤー

  - Alneo （日本ビクター）

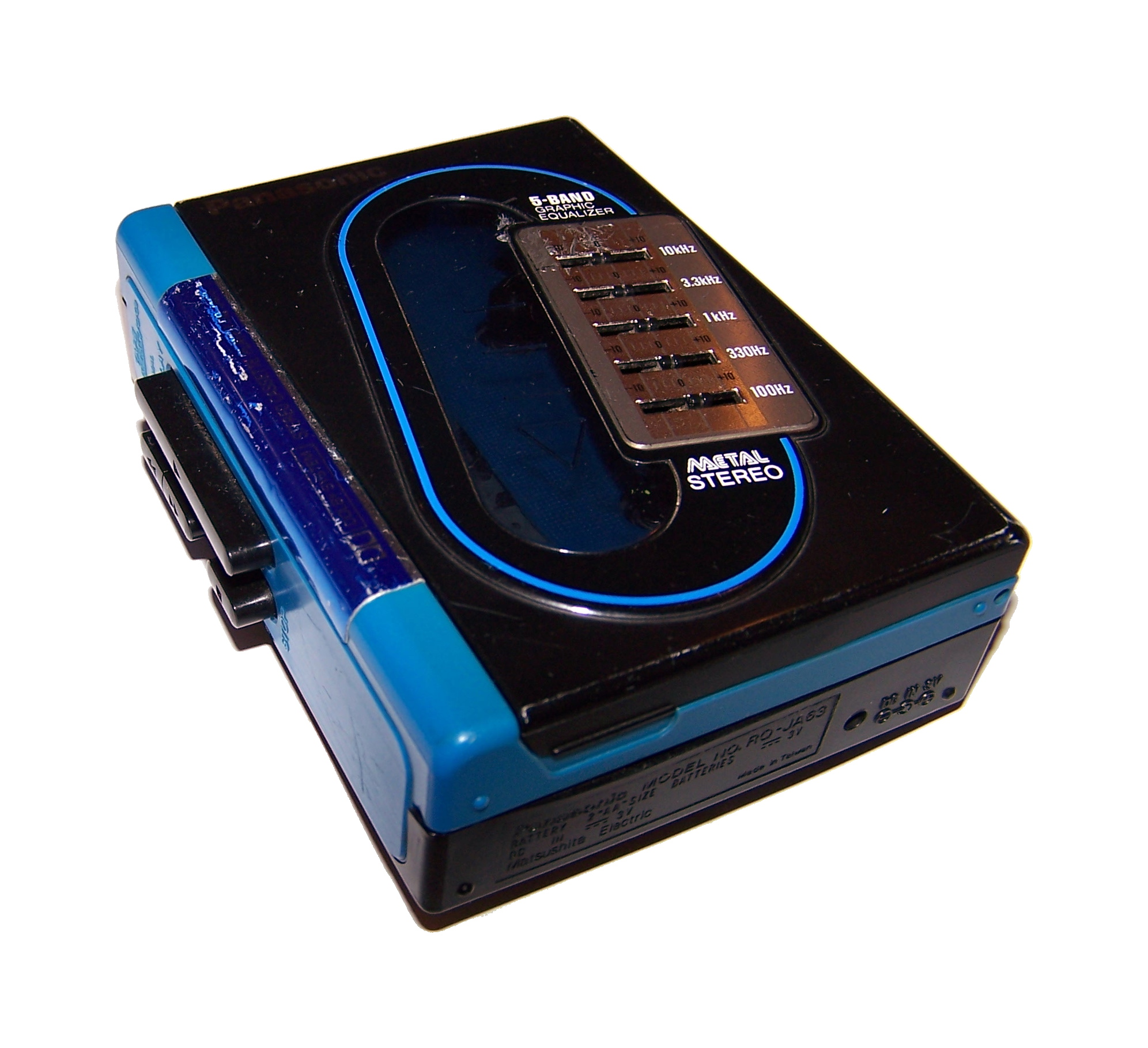
パナソニック RQ-JA63

  - Creative Zen （クリエイティブテクノロジー）
  - D-snap （パナソニック）
  - gigabeat （東芝）
  - iPod （アップル）
    - iPod nano、iPod touch他

  - MEDIA Keg （ケンウッド）
  - sansa （サンディスク）
  - ウォークマン （ソニー）（当初は「ネットワークウォークマン」と呼ばれていた）
    - フラッシュメモリ型（Zシリーズ・Xシリーズ・Aシリーズ・Sシリーズ・Eシリーズ）

  - Zune （マイクロソフト）
    - Zune、Windows Phone 7 Series内蔵Zune HD。他多数
- ポータブルMDプレーヤー
  - MDウォークマン （ソニー）
  - MD-J （シャープ）
  - Auvi （シャープ）
  - MD-U4 （三洋電機）
- ポータブルCDプレーヤー
  - CDウォークマン （ソニー）（当初は「ディスクマン (Discman) 」と呼ばれていた）
  - Widdit （ソニー）
  - CDリピーター （ソニー→エデック）
  - ループマスター （パイオニア）
  - CD BURGER、CD Jelly （カシオ計算機）
  - PowerCD （アップル）
  - Hyper-Hyde Loops （アイ・オー・データ機器）
  - SlimX （アイリバー）
  - MOJO （TDK）
  - e.Master （日本公文教育研究会）
  - CDトレーナー、カラオケマン （ティアック）
  - プレクストーク （シナノケンシ）
  - CDer、S-TYPE、D.SOUND （松下電器産業）
- ポータブルカセットプレーヤー
  - ウォークマン （ソニー） - 携帯音楽プレーヤーの始祖
  - Whoopee （ソニー）
  - Yppy （ソニー）
  - カセットボーイ （アイワ）
  - Walky （東芝 → 東芝ライフスタイル） - 東芝ライフスタイルへ移管後に発売された機種（≒製品）は全てAUREXブランドに包括
  - U3 （東芝）
  - IDOL（日本ビクター）
  - Tarzan （パイオニア）
  - Oh! （シャープ）
  - Pee Wee （日立製作所） - ミニコンポとシリーズ名を共用
  - TALK BOOK （三洋電機）
  - 遊歩人 （遊歩人）
  - SOUND CARRY （ツインバード工業）
  - Way、Jump、S-TYPE、SHOCK WAVE、CHOT WAVE、WOMO （松下電器産業）  
  - MXCPシリーズ（電響社 マクセル事業本部）
- ポータブルDATプレーヤー
  - DATウォークマン （ソニー）
- ポータブルラジオ
  - ラジオウォークマン （ソニー）

## その他
- 音楽携帯
- Sound Market、M-stage （PHS参照）
- ICレコーダー
- ビデオウォークマン（ソニー）